# 특별목적회사
특별목적회사(special-purpose company (vehicle), SPE)는 소위 종이회사(paper company)이다. 금융 및 증권업계에서 자산의 유동화를 위해 설립되는 회사를 말하며, 서류상으로만 존재한다. 특별목적회사는 일반적으로 회사에서 재무 위험으로부터 회사를 격리시키기 위해 사용된다.
일반적으로 회사는 관리를 위해 자산을 SPE로 이전하거나 SPE를 사용하여 대규모 프로젝트 자금을 조달하여 회사 전체를 위험에 빠뜨리지 않고 협소한 목표를 달성한다. SPE는 또한 일반적으로 복잡한 자금 조달에 사용되어 서로 다른 자산 주입 계층을 분리시킨다. 일반적으로 조세 피난처에서 설립되고 등록된 SPE는 본국에서 사용할 수 없는 조세 회피 전략을 허용한다. 또한 일반적으로 단일 자산 및 관련 허가 및 계약 권한(예: 아파트 건물 또는 발전소)을 소유하여 해당 자산을 쉽게 이전할 수 있도록 하는 데 사용된다. 이것들은 프로젝트 금융 유형 구조에 의존하는 유럽 전역에서 공통적인 공공 민간 파트너십의 필수적인 부분이다.
특수 목적 회사는 하나 이상의 다른 법인이 소유할 수 있으며 특정 관할권에서는 특정 당사자가 특정 비율로 소유권을 요구할 수 있다. 종종 SPE를 대신하여 SPE를 설정하는 법인(스폰서)이 SPE를 소유하지 않는 것이 중요하다. 예를 들어, 대출 유동화의 맥락에서 SPE 유동화 수단이 대출을 담보해야 하는 은행이 소유하거나 통제하는 경우 SPE는 규제, 회계 및 파산 목적으로 나머지 은행 그룹과 통합된다.

## 같이 보기
- 엔론
- 기업인수목적회사